# Найвища милість
Найвища милість — монарша нагорода Російської імперії, якої могли бути удостоєні чиновники, військові та інші посадові особи, а також військові частини, окремі управління та відомства.

## Історія
Схожі вирази використовувалися московськими царями і в XVII столітті, як, наприклад, «сказання служивим людям царського дарованого слова», або «милостиво похвалений» («похвальні грамоти»), або «запиту царя про здоров'я служивої людини» (див. воєводські накази). Зокрема, цар Олексій Михайлович в нагороду воєводі князю Ромодановському за упокорення донських козаків, що збунтувалися в 1670 році «за його службу і промисел велів запитати про здоров'я і шанує — службу милостиво похваляє», а також і підпорядковане йому військо, про що була послана йому грамота.
Вираз найвищої милості в якості офіційної монаршої нагороди було вжито Петром I 2 листопада 1696 року на адресу Бориса Шереметєва і підлеглого йому війська.
Імператриця Катерина II в грамоті Оренбурзькому губернатору і жителям Оренбурзького краю висловила Найвищу милість за виявлену вірність 1 травня 1774 року.
Найвища милість оголошувалося рескриптом або найвищим наказом.
Селян Великого князівства Фінляндського з 1826 року нагороджували медаллю «В знак монаршого благовоління».

## Умови оголошення і переваги нагороджених
До 1859 року оголошення Найвищої милості регламентувалося різними високими нормативно-правовими актами. Як правило, цієї нагороди не могли бути удостоєні особи, які мали чин нижче 8-го класу по Табелі про ранги, причому військові могли бути удостоєні Найвищої милості тільки у воєнний час.
Удостоєним такої монаршої нагороди не менше трьох разів вираховувався один рік з 35 років, необхідних до вислуги для отримання ордена Святого Володимира 4-го ступеня.
31 липня 1859 года Олександр II затвердив Положення про нагороди по службі.
Положення не містило вимог до чину нагороджуваного Найвищою милістю. Встановлювалося, що Найвища милість може бути загальною (декларуються військовій частині, окремому управлінню або відомству) або іменною. Вказувалося, що Найвища милість «залежить єдино від безпосереднього Государя Імператора Найвищого благорозсуду, і тому ніяких представлень на те з боку начальства не допускається». Наказувалося «удостоєному іменної Найвищої милості збавляти рік з термінів, встановлених для отримання чинів і орденів за вислугу років» (ця перевага не поширювалося на осіб, удостоєних Найвищої милості за огляди, паради, навчання і т. ін., а також на осіб, удостоєних Найвищої милості до затвердження Положення).
Олександр III в 1892 році дозволив міністрам і головнокомандувачам представляти підлеглих до нагородження Найвищою милістю.
Окрім Найвищої милості російськими імператорами практикувалося використання в рескріптах і найвищих наказах багатьох подібних форм заохочення: найвища подяка, високе задоволення, найвища вдячність і т. ін. з визначеннями «щира», «серцева», «особлива», «душевна», «глибока» та ін.